# UN Light Aircraft Squadron

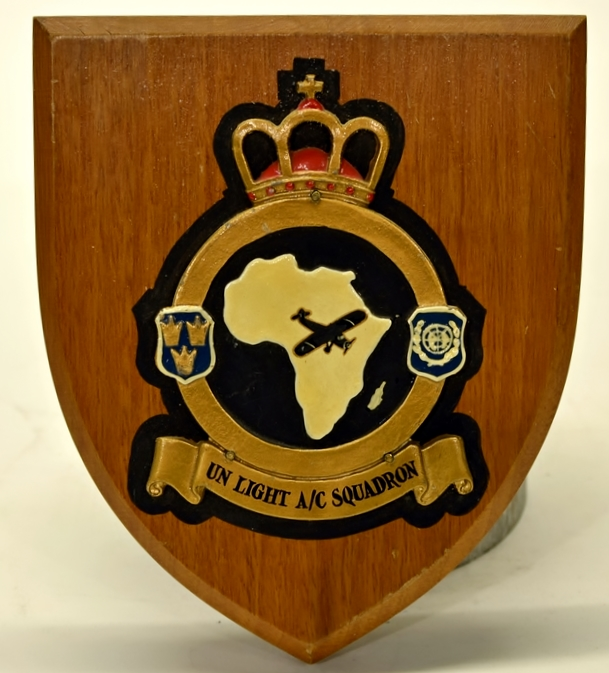
Minnesplakett till personal i UN Light Aircraft Squadron (UNLAS).

UN Light Aircraft Squadron (UNLAS) var ett flygtransportförband, som under Kongokrisen verkade vid sidan av det svenskledda stridande flygförbandet 22 U.N. Fighter Squadron (F 22).
Man flög de Havilland-planen DHC-2 Beaver och DHC-3 Otter. Några helikoptrar disponerades också. Planen var hårt sliten överskottsmateriel, och man flög under mycket primitiva förhållanden. Bästa karta var småskalig belgisk turistkarta utan höjdangivelser. Baseringar i Leopoldville (nuvarande Kinshasa), Elisabethville (nuvarande Lubumbashi) och Albertville (nuvarande Kalemie).
Från början kom personalen från många olika länder, men till slut var det bara svenskar kvar. Den svenska olympiska mästaren i pistolskytte Ragnar Skanåker (Då Eriksson) var en av piloterna i UNLAS.
UNLAS genomförde under beskjutning av finkalibriga vapen från marken flera evakueringar från missionsstationer, som var kringrända av stridande förband.